# آن كولير
آن كولير (بالإنجليزية: Anne Collier)‏ هي فنانة أمريكية، ولدت في 1970 في لوس أنجلوس في الولايات المتحدة.